# Spitzkolben

Spitzkolben

Ein Spitzkolben ist ein in der Chemie verwendeter Glaskolben, der nach unten hin spitz zuläuft. Meist wird er aus hocherhitzbarem Borsilikatglas hergestellt.
Spitzkolben werden in der Regel nicht als Reaktionskolben verwendet, sondern als Auffanggefäß bei Destillationen. Die schlankere Form als bei Rundkolben gestattet es, mehr oder größere Kolben am Ausgang („Spinne“)  eines Destillationsapparats unterzubringen. Die spitze Form ist jedoch weniger vakuumfest als vergleichbare Rundkolben, sie ermöglicht allerdings kleinste Mengen an Flüssigkeit mit weniger Verlust als bei einem Rundkolben mit einer Pipette wieder aufnehmen und weiterzuverwenden. Auch eine Phasentrennung ist möglich, gelingt jedoch bei größeren Volumina im Scheidetrichter meist besser.